# Эн-Насер, Мохаммед
Мохаммед Эн-Насер (араб. محمد الناصر‎, фр. Mohamed Ennaceur; род. 21 марта 1934, Эль-Джем, Махдия, Сус, Французский протекторат Тунис) — тунисский государственный и политический деятель, исполняющий обязанности президента Туниса с 25 июля 2019 по 23 октября 2019 года.

## Биография

### Молодые годы, образование
Мохаммед Эн-Насер родился 21 марта 1934 года в Эль-Джеме, Тунис. Владеет арабским, французским, английским языками. По вероисповеданию — мусульманин.
Получил юридическое образование, закончив в 1956 году Институт высших исследований Туниса, а в 1976 году — Университет Париж-Сорбонна со степенью доктора наук в области социального права по итогам защиты дипломной работы «МОТ и развитие социального права в Тунисе и Ливии».

### Политическая карьера
После получения образования поступил на государственную службу, последовательно занимал должности правительственного администратора в министерстве труда и социального обеспечения Туниса (с июня 1957 по декабрь 1959 года), атташе канцелярии министерства общественного здравоохранения и социальных дел (с декабря 1959 по февраль 1961 года), начальника канцелярии министерства общественного здравоохранения и социальных дел (с февраля 1961 по февраль 1964 года), начальника отдела труда и рабочих ресурсов в министерстве социальных дел (с февраля 1964 по июнь 1967 года), председателя и главного исполнительного директора Управления профессионального обучения и занятости (с июля 1967 по июнь 1972 года).
Являлся членом Центрального комитета (1974—1988) и Политбюро (1980—1986) Социалистической дустуровской партии, а затем стал членом Центрального комитета Демократического конституционного объединения (1988 год). Неоднократно занимал пост мэра Эль-Джема (1963—1972, 1979—1980, 1985—1990), избирался в члены Палаты депутатов Туниса (1974—1979) и Национальной ассамблеи Туниса (1981—1985).
С сентября 1972 по июнь 1973 года занимал пост главы вилайета Сус. Затем был генеральным комиссаром по вопросам профессионального обучения и занятости (с июня 1973 по декабрь 1973 года). C января 1974 по декабрь 1977 года, и с ноября 1979 по октябрь 1985 года, находился на должности министра труда и социальных дел Туниса в двух правительствах премьер-министров Хеди Нуиры и Мохаммеда Мзали. В перерыве между этими сроками, в 1977—1979 годах, работал адвокатом. Затем, с ноября 1985 по февраль 1991 года занимал пост председателя Экономического и социального совета Туниса, а с августа 1991 по август 1996 года возглавлял постоянное представительство Туниса при офисе Организации Объединённых Наций и международных специализированных учреждений в Женеве.
Является автором многих работ и публикаций по темам прав человека и социальной политики как в рамках Туниса, так и стран Магриба.
После Жасминовой революции в январе 2011 года Эннасер занял пост министра по социальным вопросам, который занимал ранее дважды, в правительствах Ганнуши и Эссебси. Был приглашён Эссебси в создаваемую им партию Нида Тунис, с 2013 года занял пост вице-президента партии. В 2013 году обсуждалась возможность его назначения на пост премьер-министра.
На выборах 2014 года Эннасер возглавил список Нида Тунис в своём родном регионе – Махдии и был избран в парламент. 4 декабря он был избран спикером парламента – председателем Ассамблеи народных представителей. После избрания Эссебси президентом Туниса занял его место в качестве председателя Нида Тунис.

### Во главе страны
В конце июля 2019 года после смерти президента страны Беджи Каид Эс-Себси Эн-Насер занял пост временного президента страны. Он был к этому времени уже болен и заявил, что после передачи власти избранному новому президенту Туниса осенью этого же года он отходит от политических дел. Ему удалось без потрясений, совершить намеченное. В октябре во втором туре президентских выборов был избран очередной президент. В конце октября прошла передача власти Каис Саиду и Эн-Насер перешел на отдых.

## Личная жизнь
Жена — Сирен Эн-Насер (в девичестве Мёнстре), родилась в 1939 году в Бергене (Норвегия), в возрасте 16 лет познакомилась с Мохаммедом в Париже, а через два года вышла за него замуж и переехала в Тунис; после того как он заступил на пост президента стала первой леди Туниса. Пятеро детей, есть внуки и правнуки.

## Награды
Государственные:
- Орден Независимости степени кавалера Большой ленты (2 марта 1974)[11].
- Орден Республики степени кавалера Большой ленты (25 июля 1974)[12].
- Медаль «За труд»[фр.] в золоте[2].

Иностранные:
- Национальный орден «За заслуги» степени великого офицера (Франция)[3][4].
- Орден Заслуг степени кавалера Большого креста (Люксембург)[3][4].
- Орден Леопольда I степени кавалера Большого креста (Бельгия)[3][4].
- Орден «За заслуги перед Федеративной Республикой Германия» степени кавалера Командорского креста (Германия)[3][4].
- Орден Оранских-Нассау степени кавалера Большого креста (Нидерланды)[3][4].
- Орден Британской империи степени почётного рыцаря-командора (Великобритания)[3][4].
- Национальный орден Республики Кот-д’Ивуар степени великого офицера (Кот-д’Ивуар)[3][5].